# Amin (nome)
Amin  è un nome proprio di persona arabo, persiano e urdu maschile.

## Varianti
- Maschili: Amine (traslitterazione usata nell'arabo magrebino)[1]
- Femminili: Amina[1]

### Varianti in altre lingue
- Azero: Emin[1]
- Bosniaco: Emin[1]
- Hausa: Aminu[1]
- Turco: Emin[1]

## Origine e diffusione
Il nome, scritto أمين in alfabeto arabo, e  امین in alfabeto persiano e urdu, riprende direttamente il vocabolo arabo أمين (amin), che vuol dire "veritiero", "onesto", "degno di fiducia", lo stesso significato dei nomi Ami e Trygve; questo nome venne portato da ben sei califfi Abbasidi.

## Onomastico
Il nome è adespota, non essendo portato da alcun santo. L'onomastico si può festeggiare il 1º novembre, per Ognissanti.

## Persone
- Amin Affane, calciatore svedese

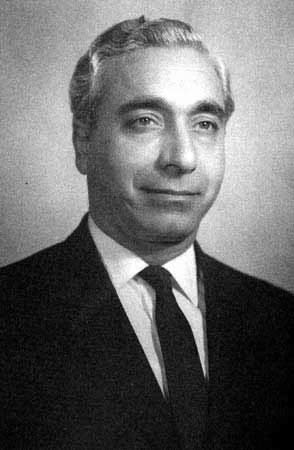
Amin al-Hafiz

- Amin al-Hafiz, militare e politico siriano
- Amin al-Husseini, politico palestinese
- Amin al-Rihani, scrittore libanese
- Amin Askar, calciatore etiope
- Amin Gemayel, politico libanese
- Amin Maalouf, giornalista e scrittore libanese naturalizzato francese
- Amin Nouri, calciatore norvegese
- Amin Tabatabaei, scacchista iraniano
- Amin Younes, calciatore tedesco

### Variante Emin

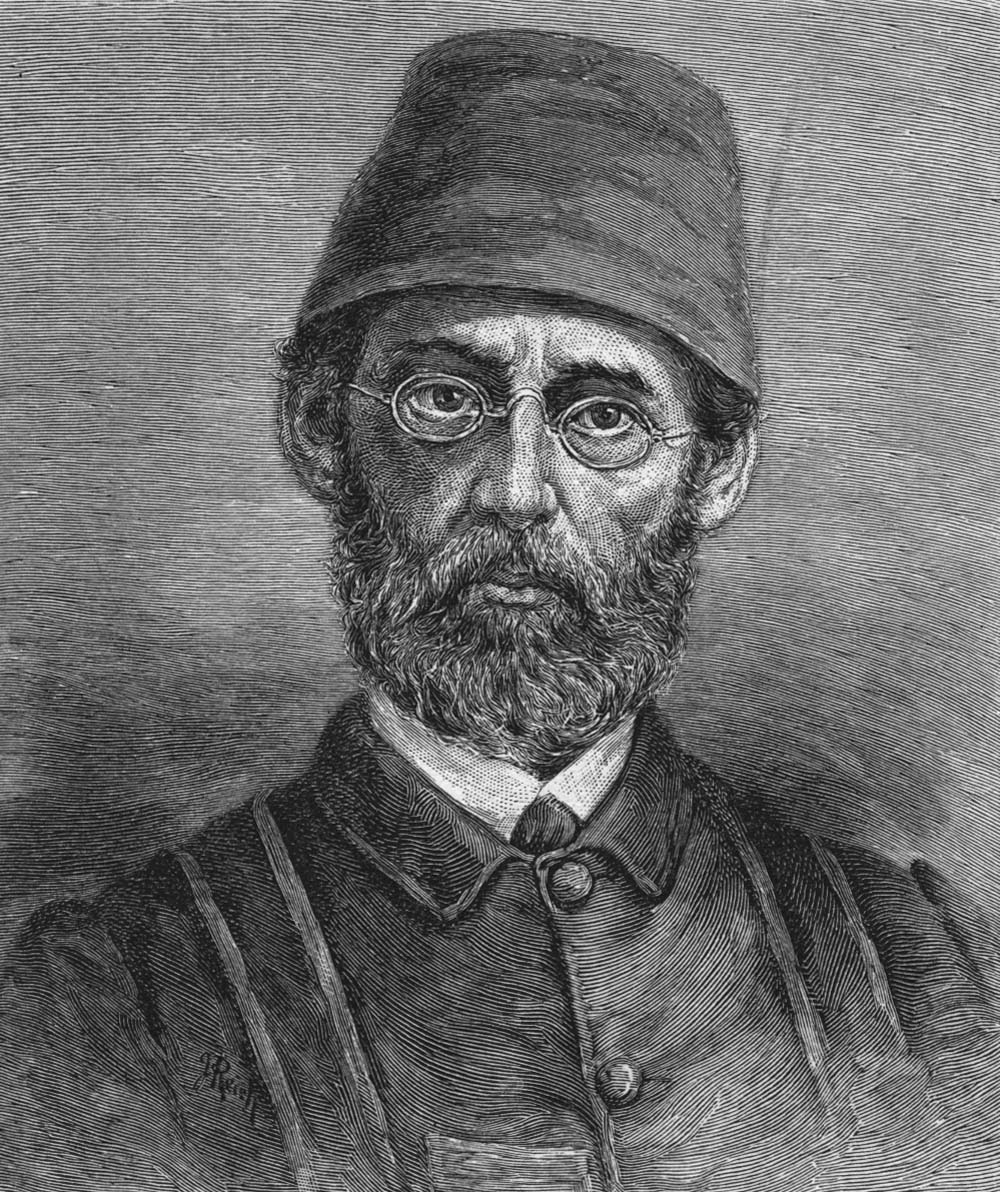
Emin Pascià

- Emin Ağayev, calciatore e allenatore di calcio azero
- Emin Boztepe, artista marziale russo
- Emin Çapa, economista e giornalista turco
- Emin Cəfərquliyev, calciatore azero
- Emin Yurdakul Mehmed, poeta turco
- Emin Pascià, medico, naturalista ed esploratore tedesco
- Emin Sulimani, calciatore austriaco

### Altre varianti
- Amine Chermiti, calciatore tunisino
- Pierre Amine Gemayel, politico libanese
- Aminu Umar, calciatore nigeriano